# 普卢默斯国家森林
普卢默斯国家森林（英語：Plumas National Forest）是一座占地1,146,000英畝（464,000公頃）的美国国家森林，位于加利福尼亚州北部的內華達山脈，最近的城市是昆西。